# Sydafrikas provinser
Sydafrika är indelat i nio provinser. 1994 integrerades de tidigare hemländerna med provinserna och de fyra provinserna blev nio. 

## Sydafrikas nuvarande provinser
Provinserna i Sydafrika och deras huvudstäder är:
1. Västra Kapprovinsen¹ (Kapstaden) förk. WC
2. Norra Kapprovinsen (Kimberley) förk. NC
3. Östra Kapprovinsen (Bhisho) förk. EC
4. KwaZulu-Natal (Pietermaritzburg²) förk. KZN, KZ, eller KN
5. Fristaten (Bloemfontein) förk. FS
6. Nordvästprovinsen (Mafikeng) förk. NW
7. Gauteng (Johannesburg) förk. GP eller GT
8. Mpumalanga (Nelspruit) förk. MP
9. Limpopoprovinsen (Polokwane) förk. LP

¹: De Sydafrikanska Prins Edwardöarna är administrativt en del av Västra Kapprovinsen
²: Pietermaritzburg delade funktionen som huvudstad för KwaZulu-Natal med Ulundi under 1994–2004.

## Innan 1994
Sedan Sydafrika grundades 1910 hade landet bestått av fyra provinser som härstammade från andra boerkriget. Två brittiska kolonier, Kapkolonin och Natalkolonin, och två boerrepubliker, Oranjefristaten och Transvaal. Redan 1913 började segregationen då den svarta delen av befolkningen blev hänvisad till ett antal områden som totalt utgjorde ungefär 13% av Sydafrikas yta. Dessa områden utvecklades till så kallade hemländer som skulle bli självständiga stater var tanken. 1976 blev Transkei formellt självständigt och senare följde tre andra hemländer efter. Dessa erkändes dock aldrig som självständiga stater av någon annan nation än Sydafrika.

### Sydafrikas provinser fram till 1994
Städerna inom parentes är respektive provins huvudstad.
- Kapprovinsen (Kapstaden)
- Natal (Pietermaritzburg)
- Oranjefristaten (Bloemfontein)
- Transvaal (Pretoria)

### Självständiga hemländer
- Bophuthatswana (Mmabatho). Självständig 1977.
- Ciskei (Bhisho). Självständig 1981.
- Transkei (Mthatha). Självständig 1976.
- Venda (Thohoyandou). Självständig 1979

### Icke-självständiga hemländer
- Gazankulu (Giyani)
- KaNgwane (Louieville)
- KwaNdebele (Siyabuswa)
- KwaZulu (Ulundi)
- Lebowa (Lebowakgomo)
- Qwaqwa (Phuthaditjhaba)